# 若夫季沃德
若夫季沃德（羅馬化：Zhovti Vody，發音：[ˈʒɔu̯tʲi ˈwɔdɪ]），又按俄语名译为若尔特耶沃德，是乌克兰第聂伯罗彼得罗夫斯克州卡姆揚斯凱區若夫季沃德市镇内的城市及该市镇的行政中心，2020年7月18日前为该州的州辖市。該市始建於1895年，面積33.25平方公里，海拔高度150米，2022年人口数量为42,052人。

## 图集

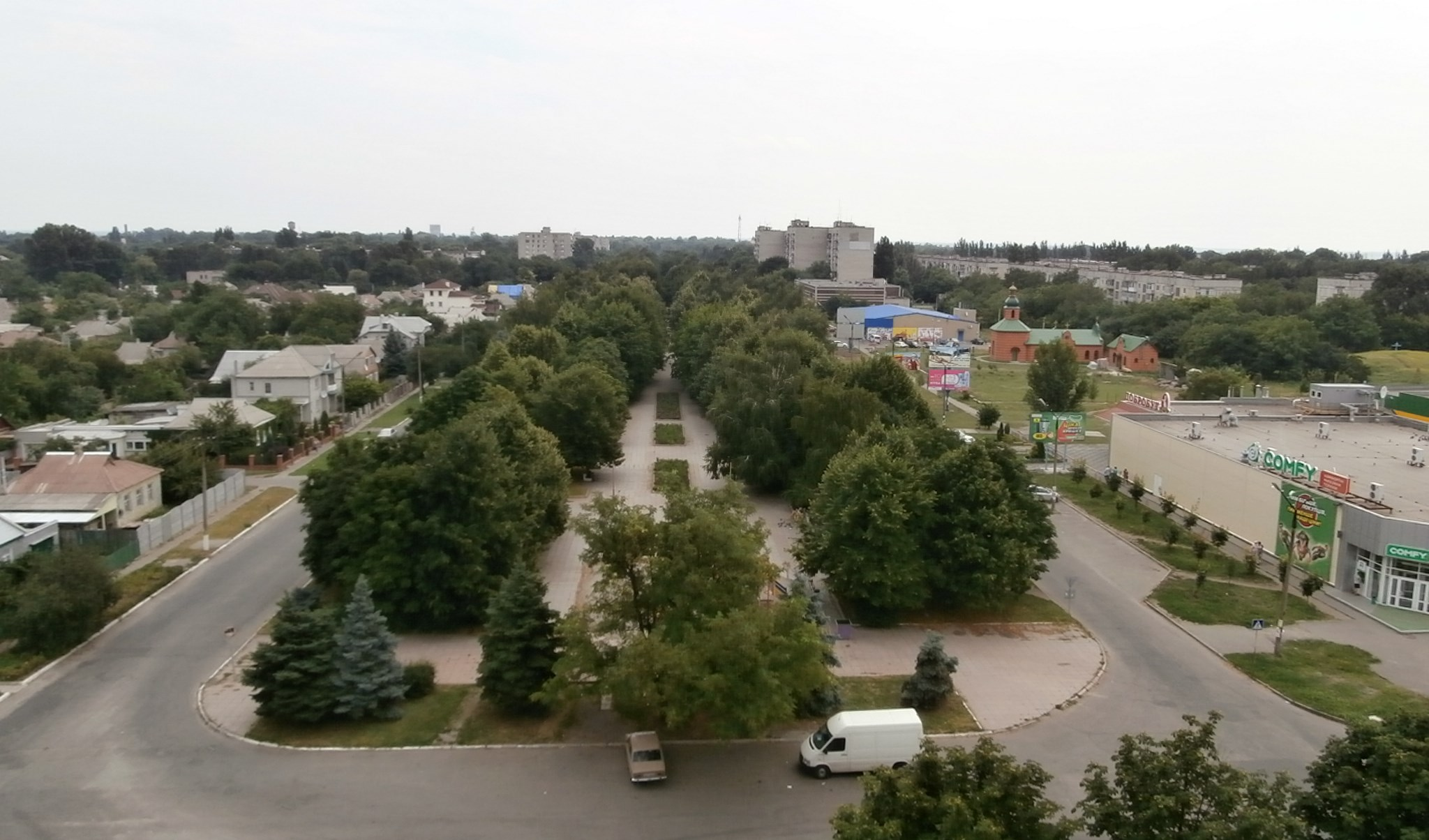
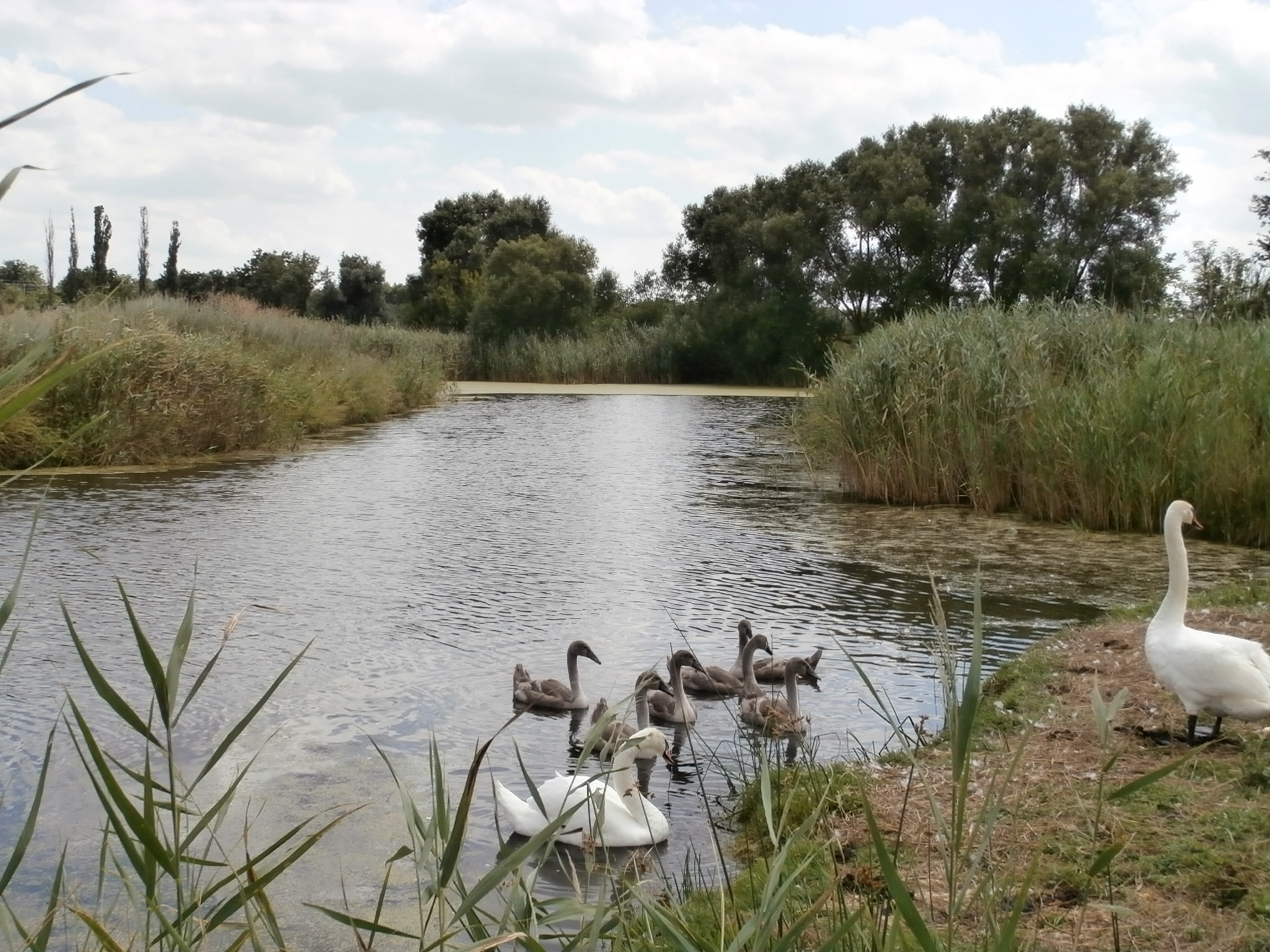
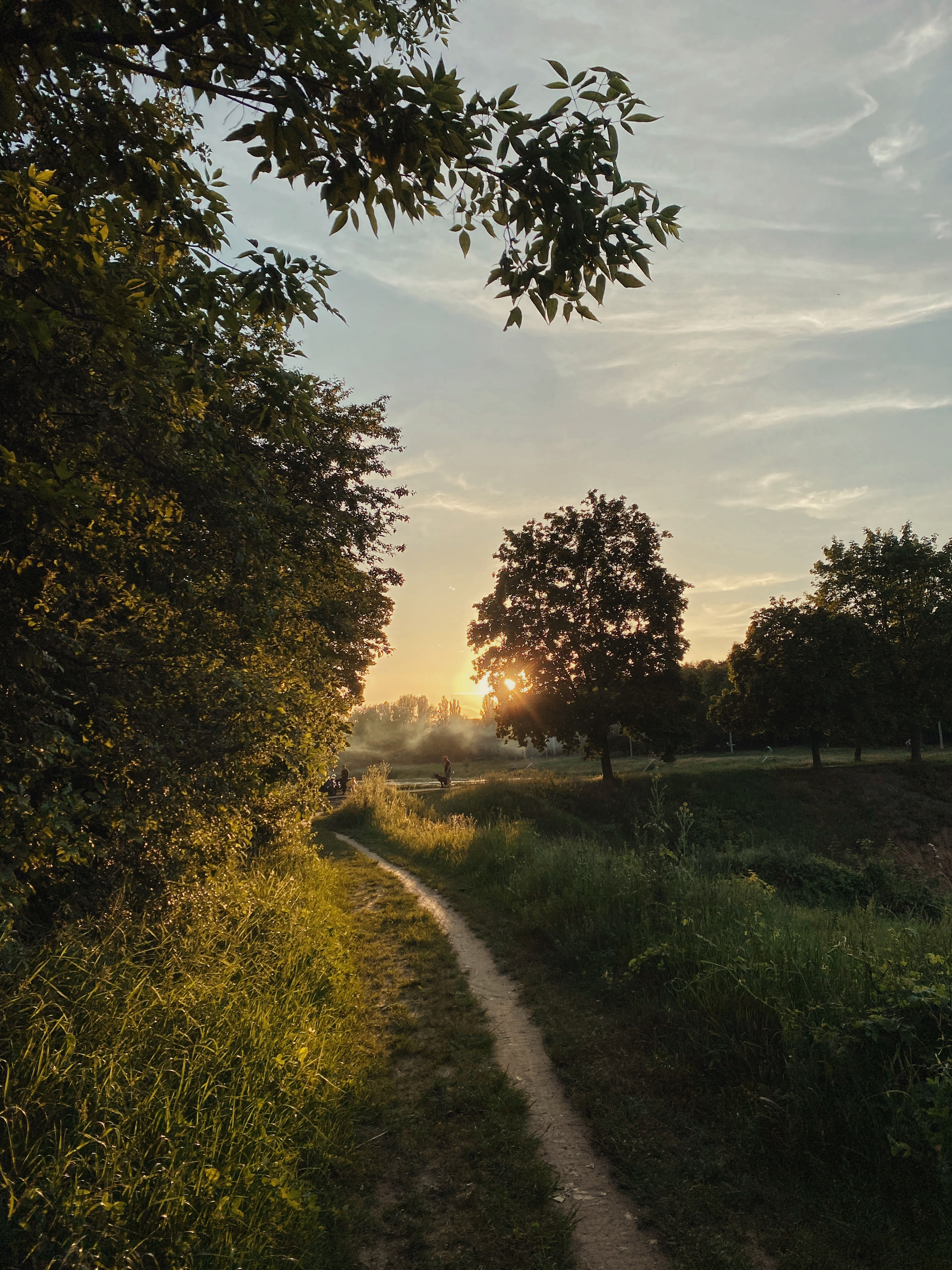
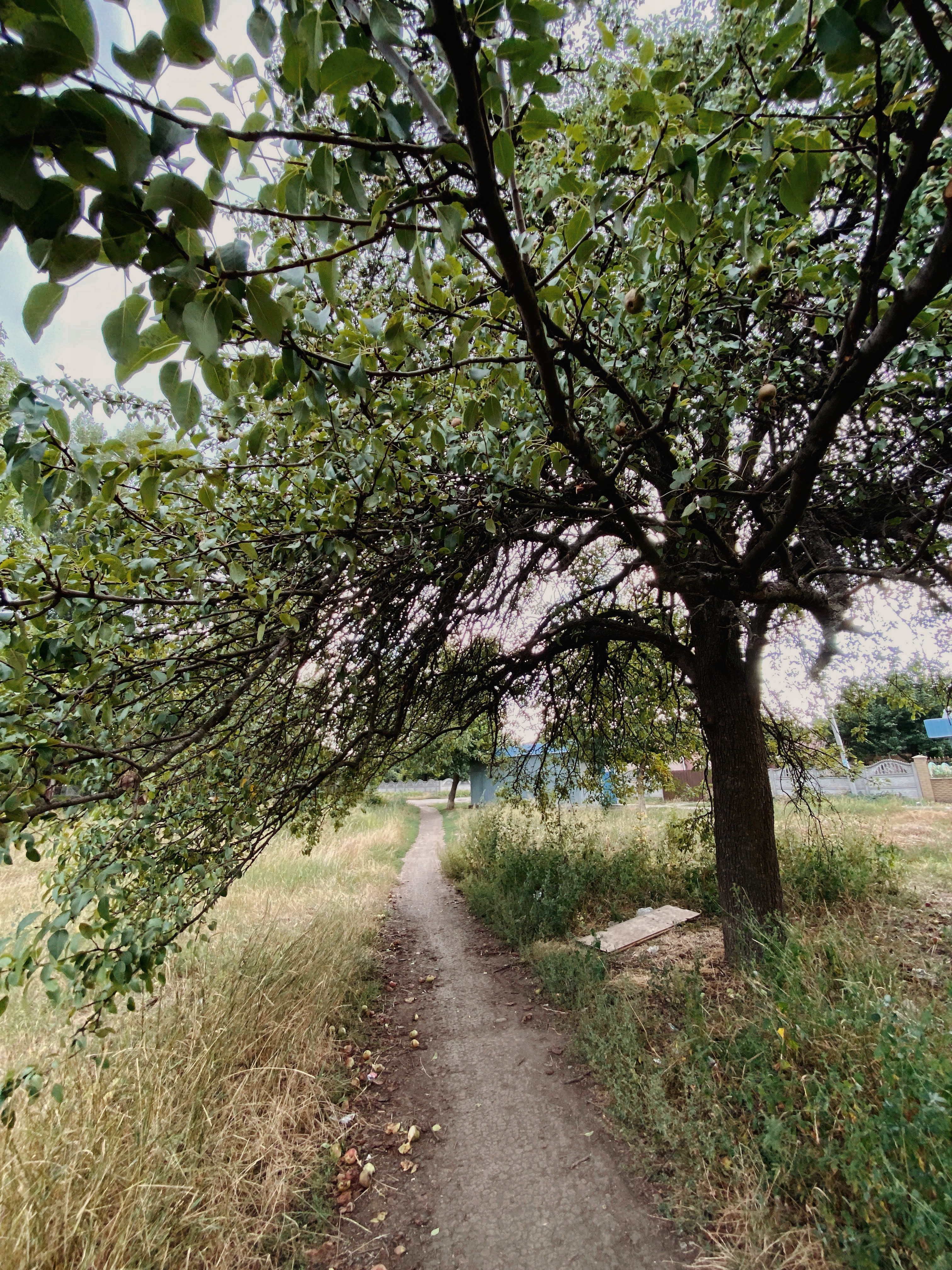
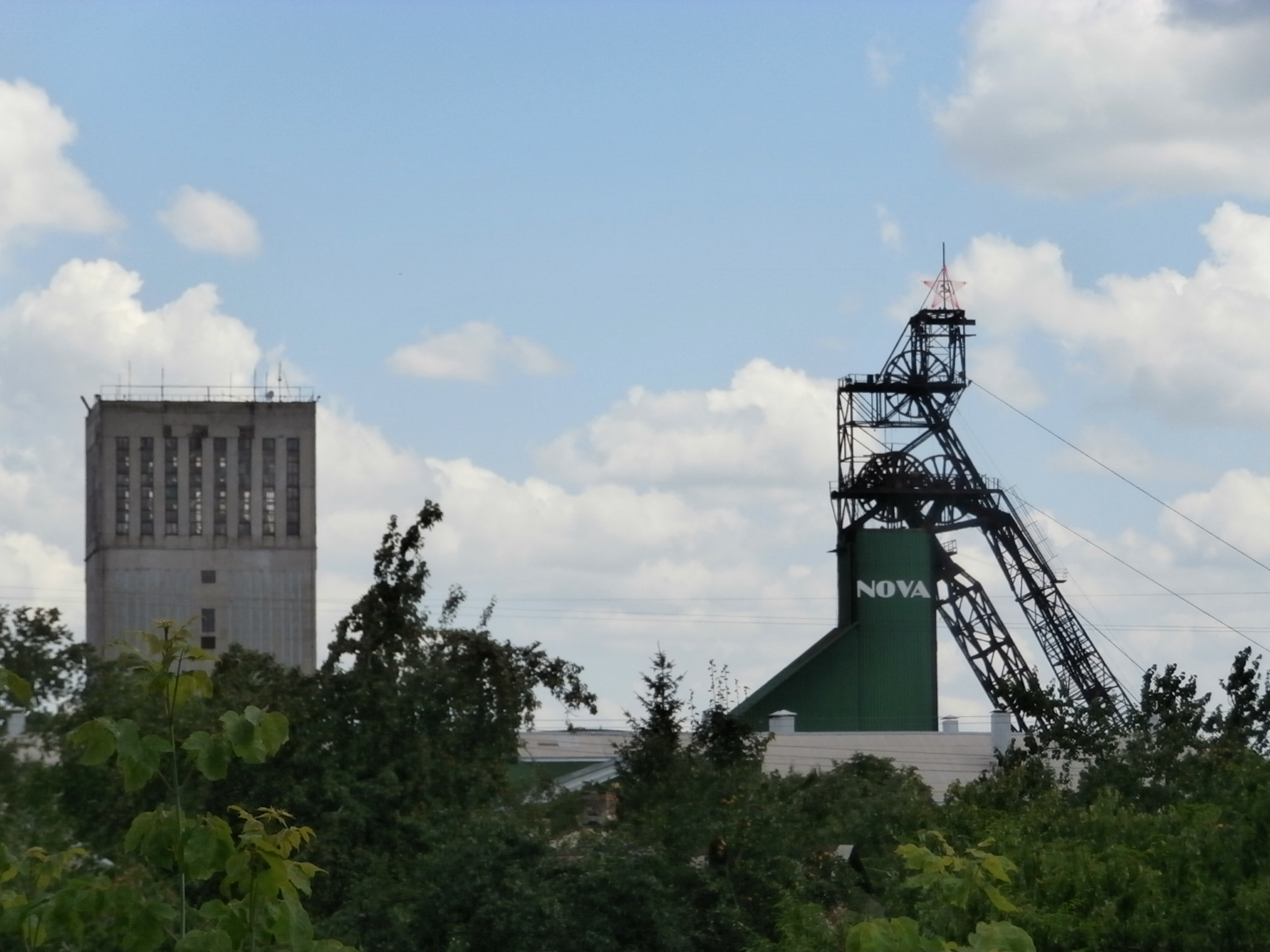
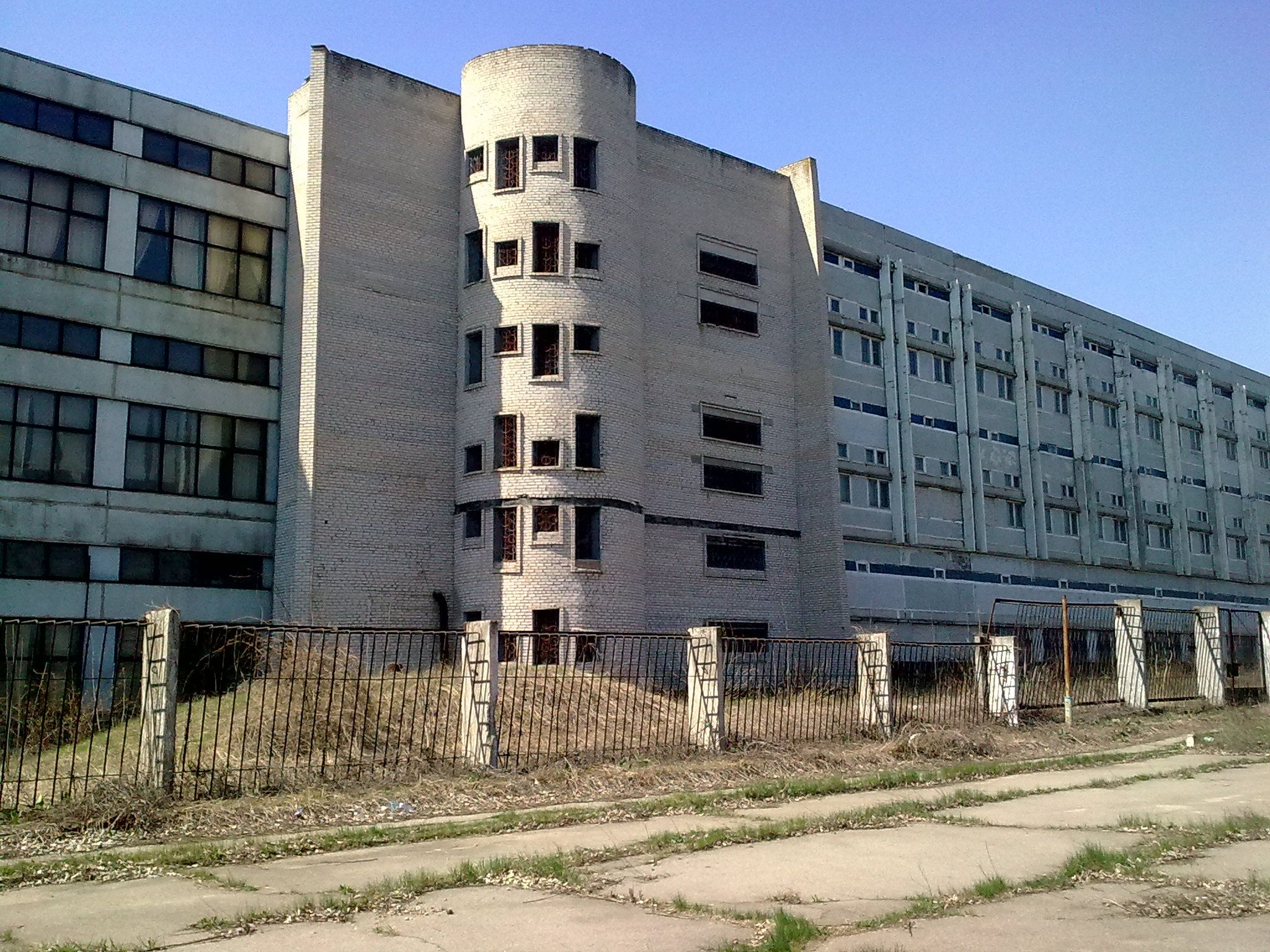
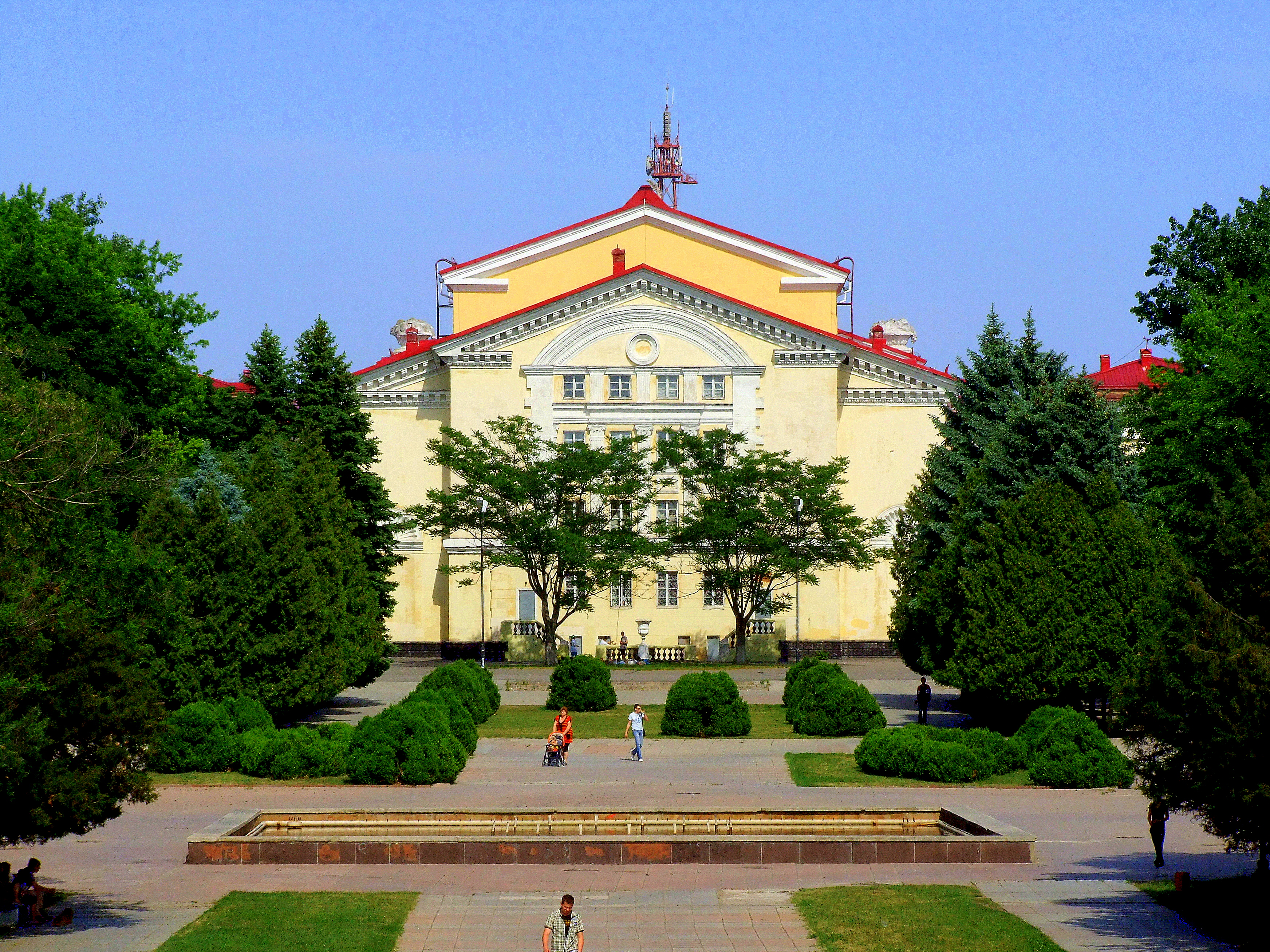
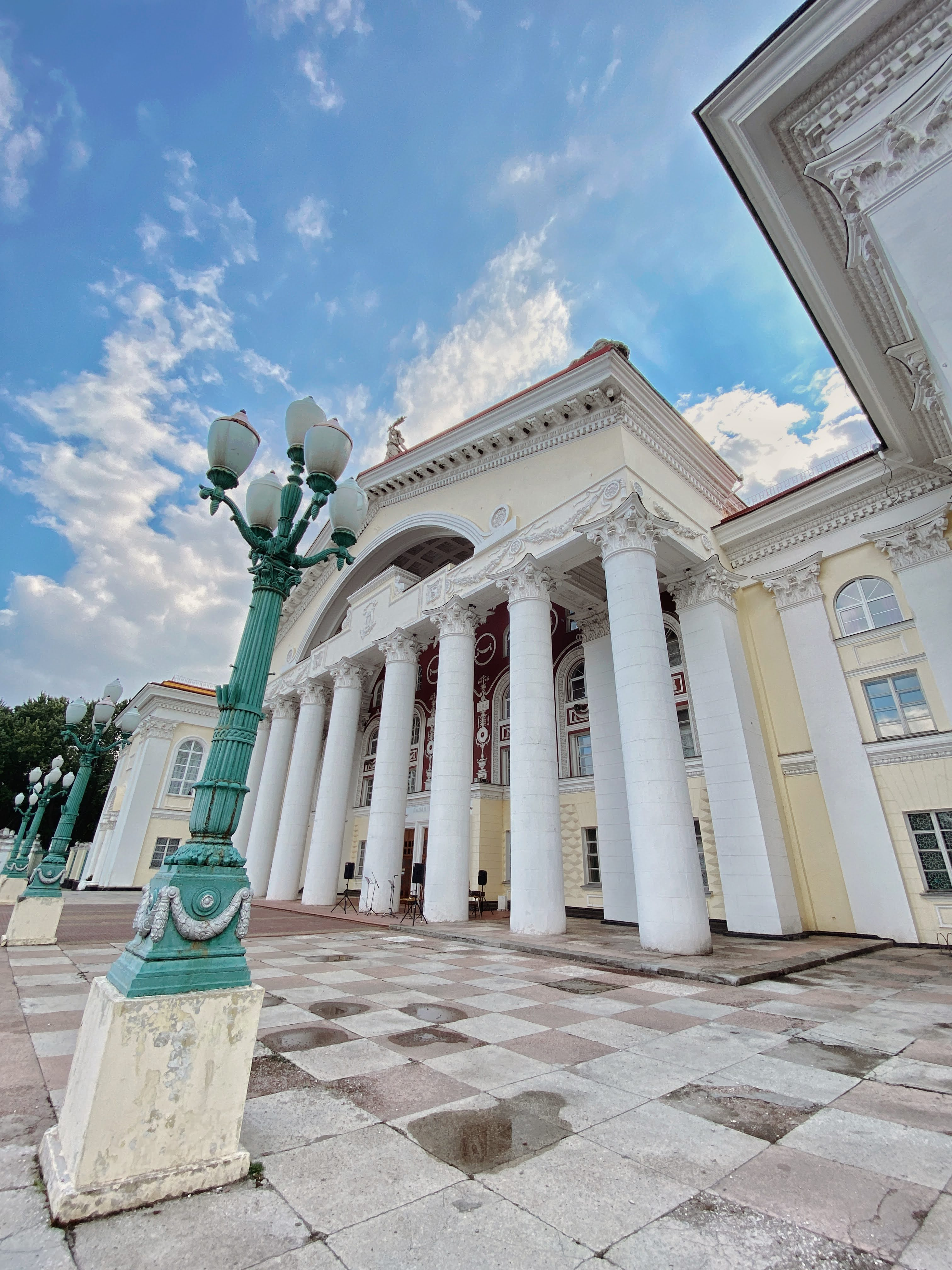
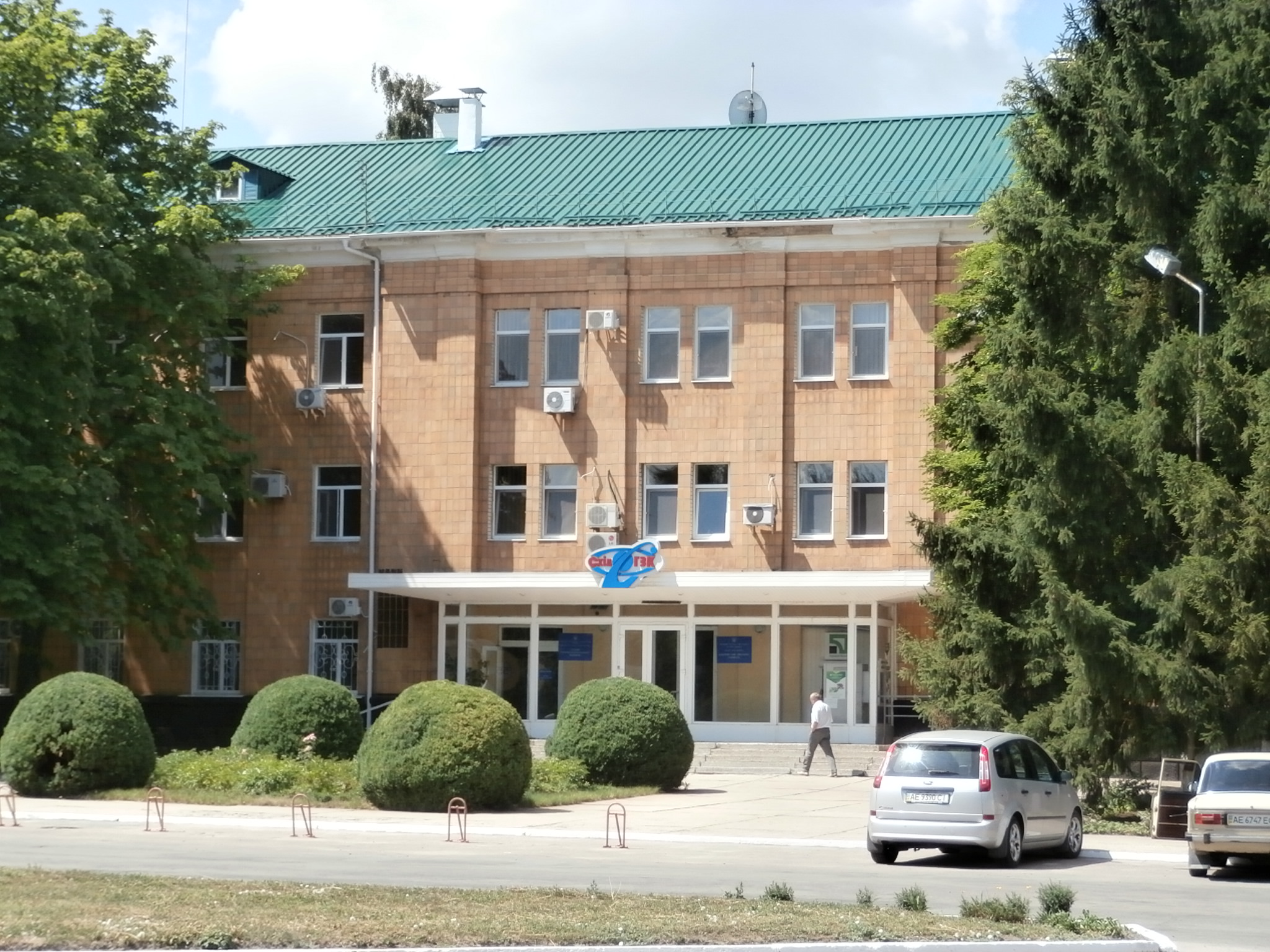
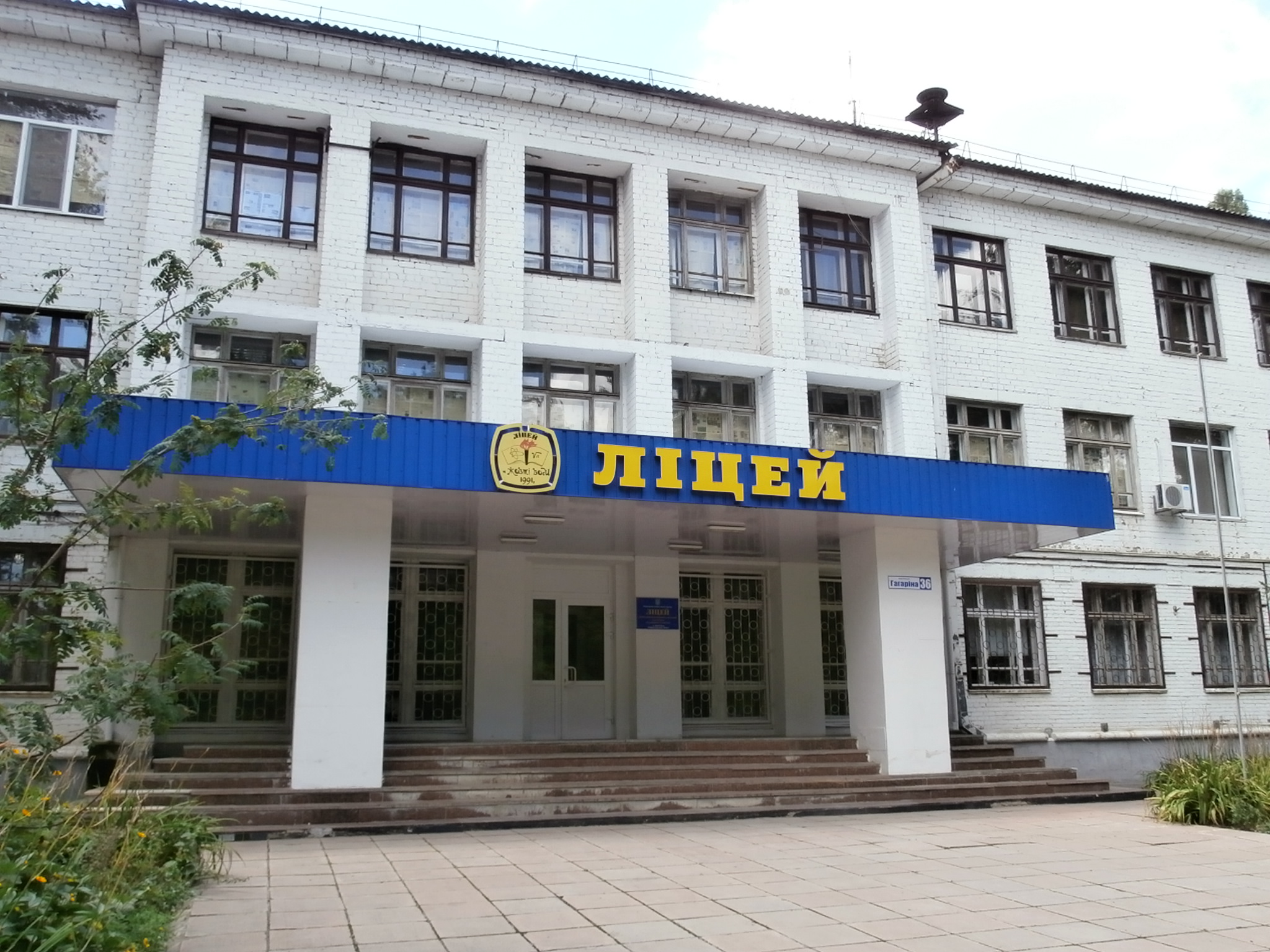
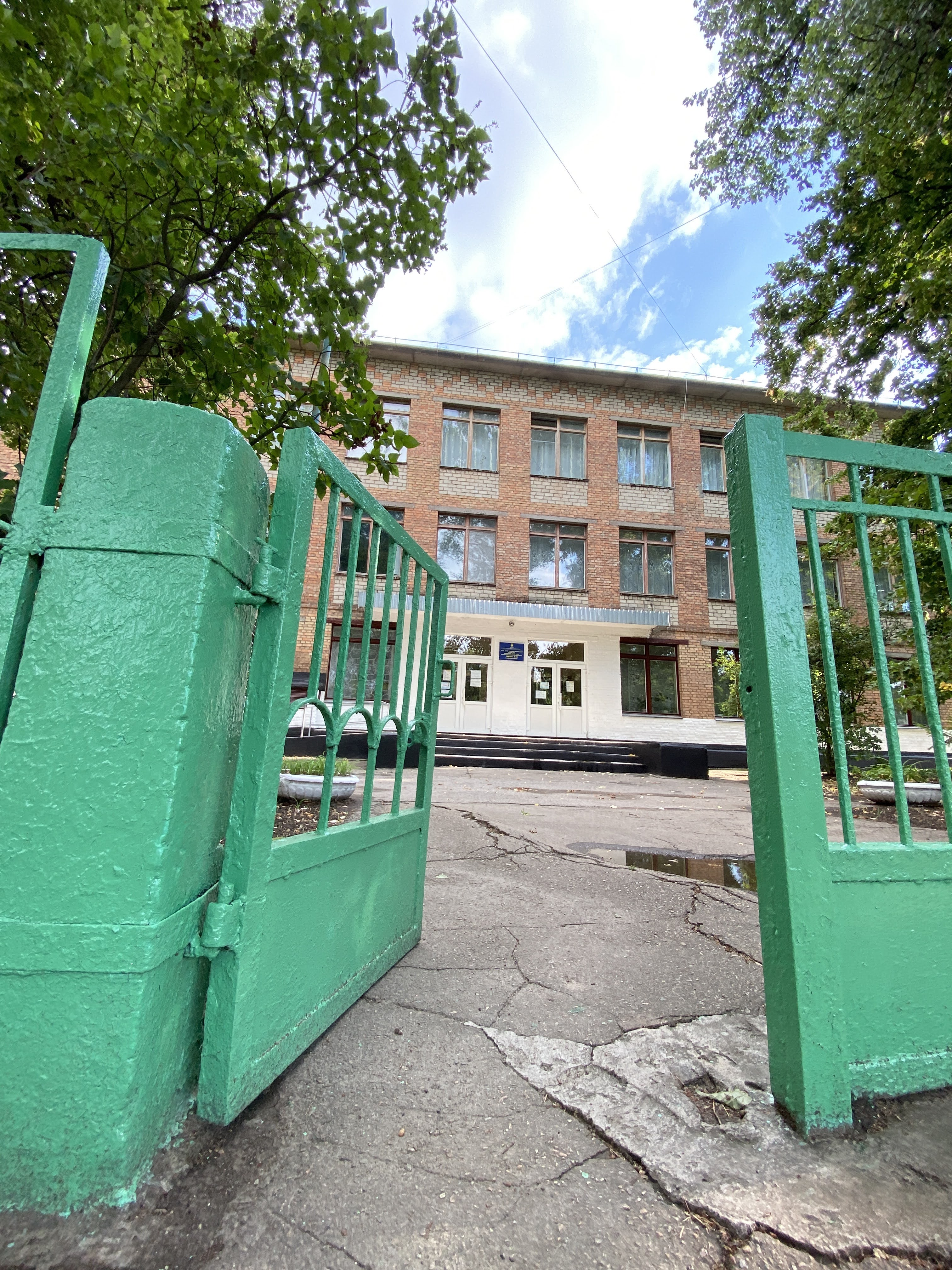
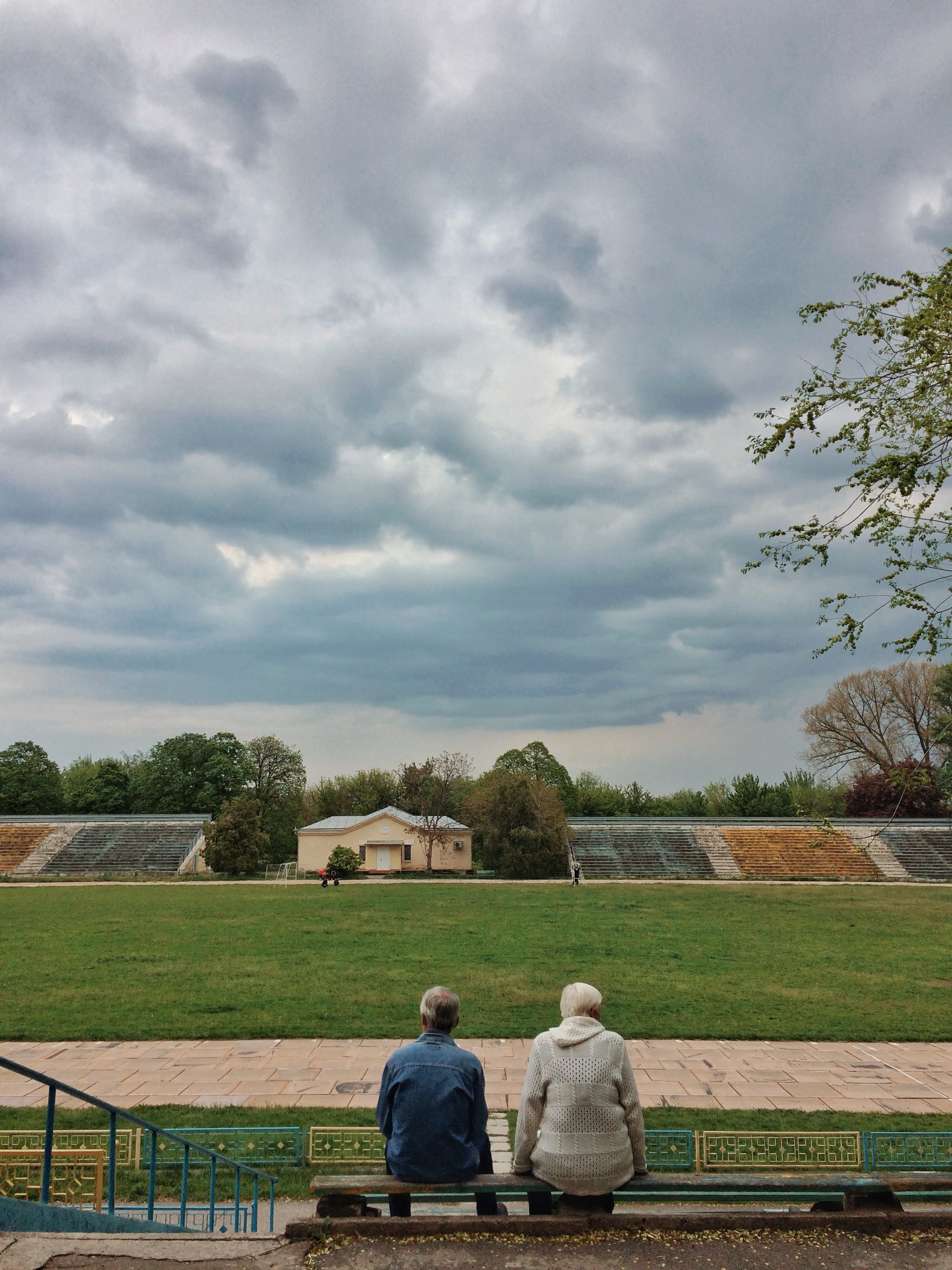
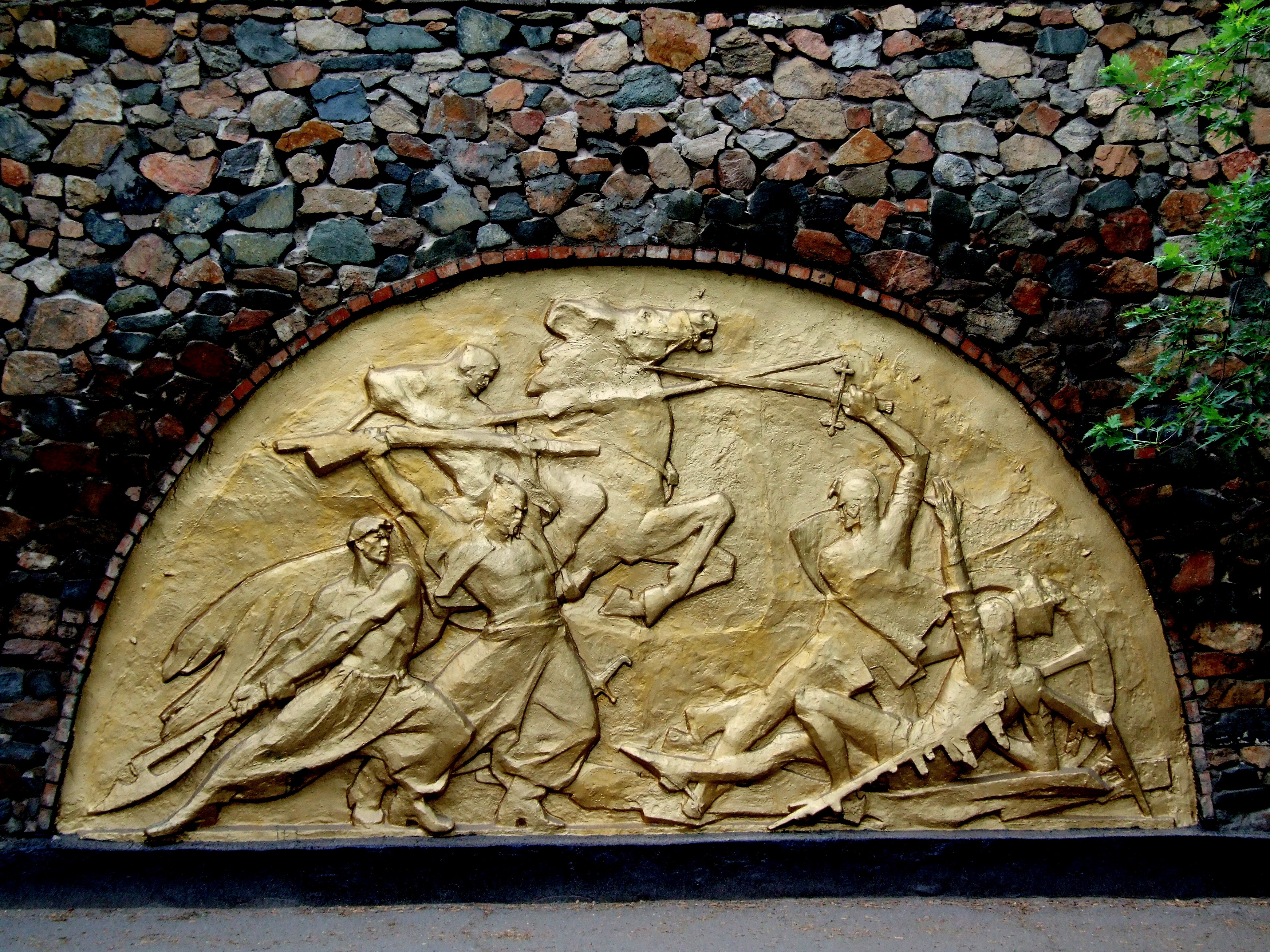
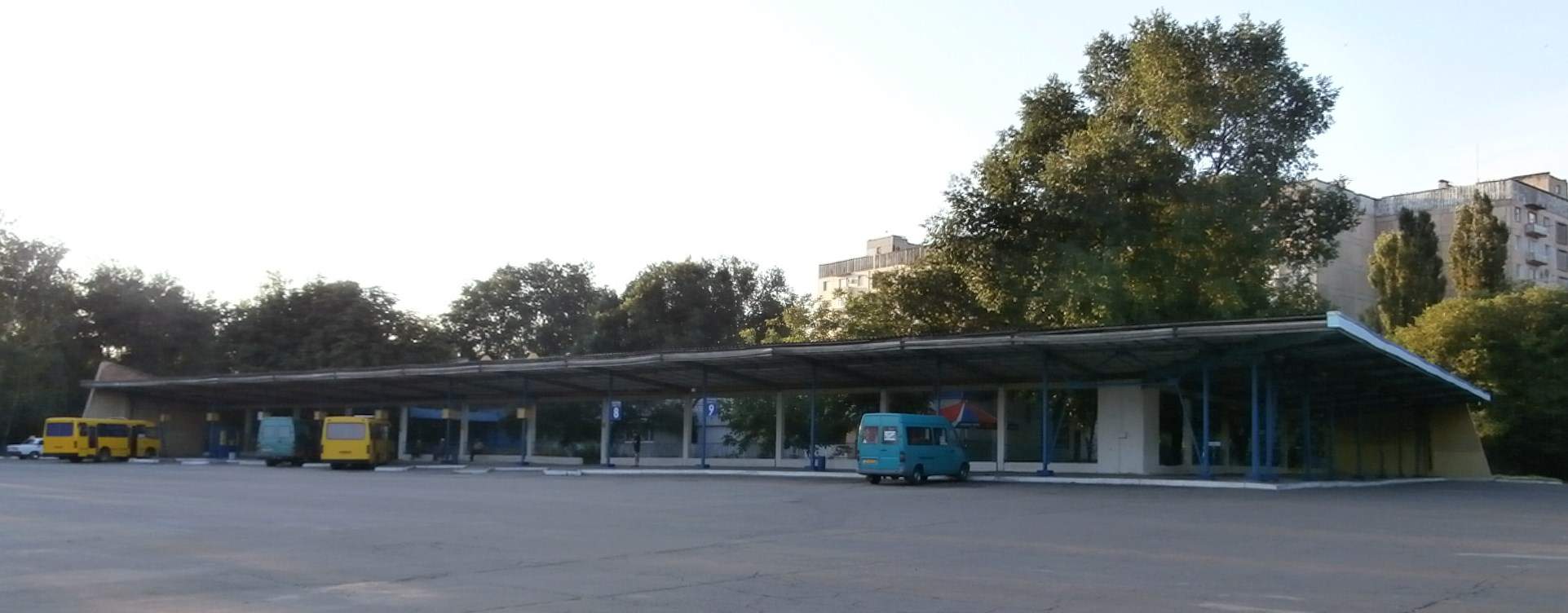
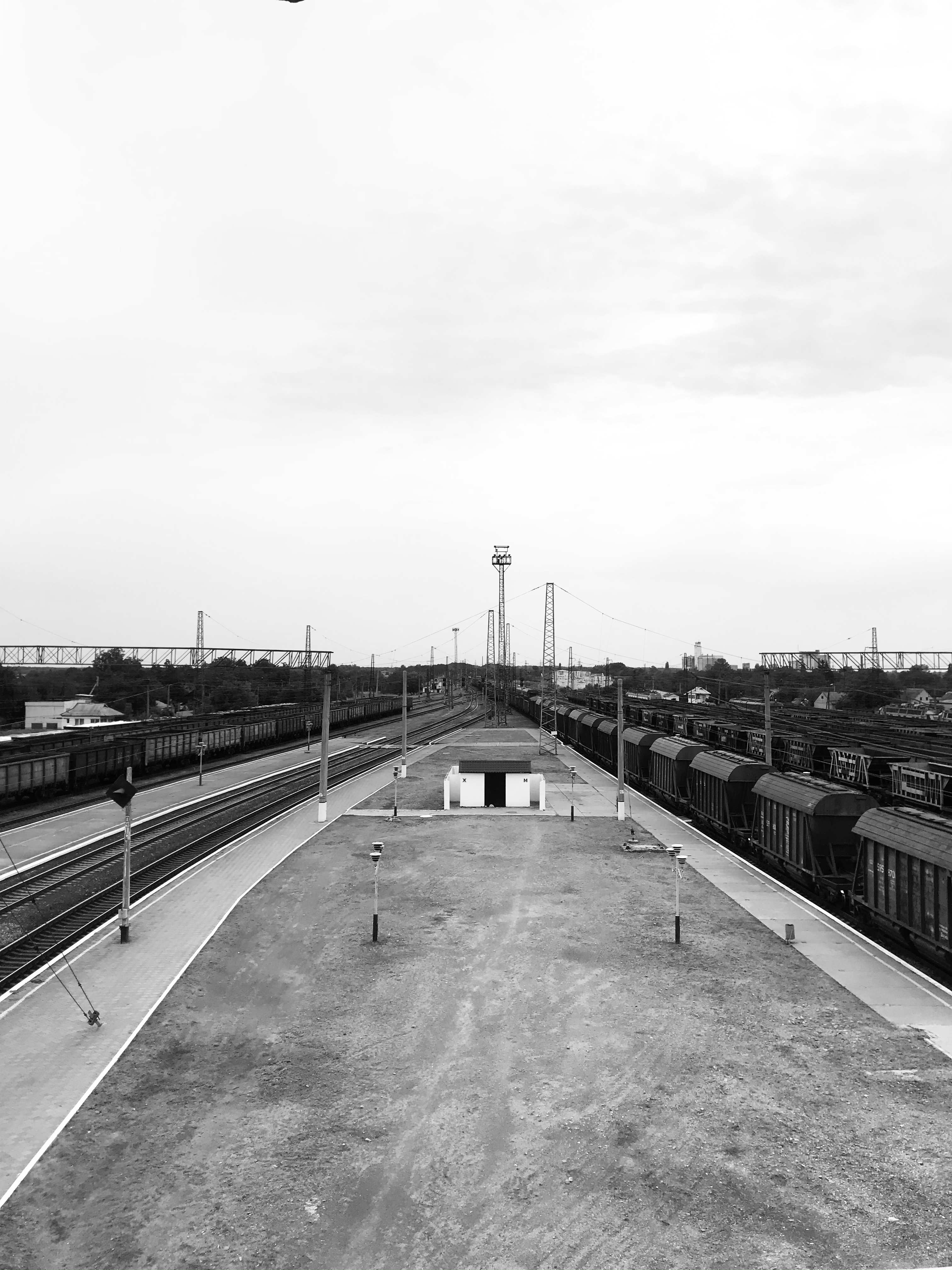
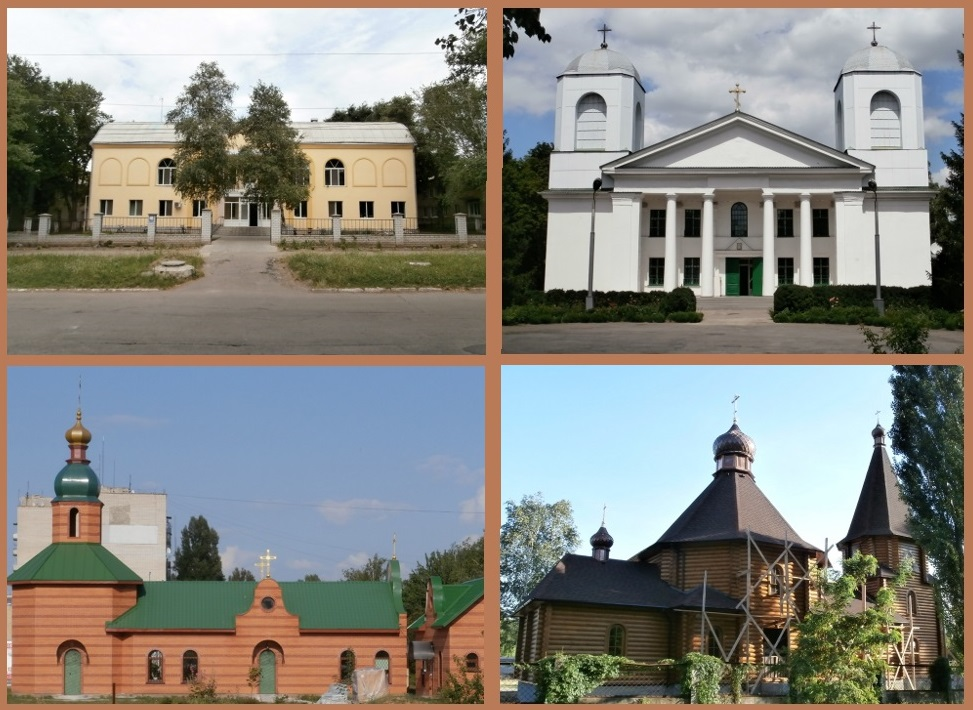

## 來源
1. ↑  . 北京: 中国地图出版社. 2023. ISBN 9787520431699.
2. ↑  . 北京: 中国地图出版社. 2003. ISBN 9787503127212.
3. ↑   (PDF).   [2023-01-04]. （原始内容存档 (PDF)于2022-08-10）.